# Carrie White
Carietta N. White, es el nombre del personaje protagonista la novela Carrie, de Stephen King, de 1974. En la actualidad, este personaje es recordado con mucho éxito, ya sea en las películas Carrie, de 1976, protagonizada por Sissy Spacek, Carrie de 2002, protagonizada por Angela Marie Bettis, y Carrie de 2013, donde es interpretada por Chloe Grace Moretz. Además, hubo una secuela en 1999 protagonizada por Emily Bergl.
Entre las películas que se crearon de este personaje de terror y suspenso, Brian De Palma se encargó de dirigirla en 1976, creando un verdadero clásico; luego, en el año 2002, David Carson dirigió una nueva versión, más acuerdo con la novela de Stephen King; y, finalmente, la última versión de 2013 de Kimberly Peirce es una nueva versión a la de 1976.
La historia se basa en Carrie, una joven de dieciséis años que es rechazada, maltratada e insultada por sus compañeros en la secundaria. Ella tiene a una madre religiosa y poderes de telequinesia, y tras una broma pesada el día del baile, ella se venga de todos aquellos que la maltrataron.

## Novela

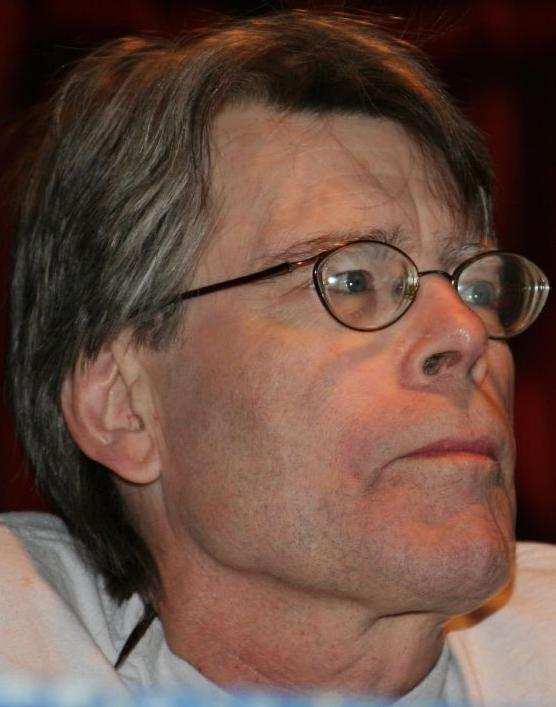
Stephen King, autor de Carrie

Carrie White nació en Chamberlain, Maine. Ella es una joven atormentada por los insultos de sus compañeros en la secundaria, por su madre una fanática religiosa y por tener problemas con la gente. Pero nadie sabe que ella posee poderes telequinéticos, que causa mover objetos con la fuerza de la mente, sin tocarlos.
Cuando ella tiene su primer período, no sabía ninguna información de aquello, la causa de que sus compañeras se burlaban y le lanzaban objetos para la higiene femenina. Ella pensaba que moriría desangrada. La única que la ayuda a seguir adelante es la señorita Rita Desjardin, quien le da su confianza y muchos consejos.
Sue Snell, una joven que se burlaba de Carrie, se siente culpable más adelante y le pide a su novio, Tommy Ross, que la lleve a Carrie al baile de graduación, en lugar de ella. Este se niega al principio pero termina aceptando.
Carrie vuelve a su casa y su madre, Margaret White, la abofetea y la encierra en el armario para que ella le pida perdón a Dios. Margaret pensaba que la causa del periodo de Carrie, era porque esta había tenido relaciones sexuales.
La señorita Rita Desjardin, castiga a las alumnas que maltrataron a Carrie, teniendo que hacer ejercicios físicos por cincuenta minutos toda la semana, aquella que faltara o se negara no iría al baile de graduación. Chris Hargensen, una de las alumnas, agotada de tanto deporte, le falta el respeto a la señorita Desjardin, y esta le niega la asistencia al baile. Chris termina furiosa y acude a su novio Billy Nolan, para planear un plan y así vengarse de Carrie. El plan consistía en obtener sangre de puercos para ponerlo en una cubeta y lanzarlo hacia Carrie en el baile de graduación.
Cuando Tommy Ross le pide a Carrie llevarla al baile, esta se niega, pero después de tantas insistencias, termina aceptando la preposición. Margaret se niega a que Carrie asista al baile, por sus creencias religiosas, pero al último no puede hacer nada, Carrie estaba decidida a ir. En la fiesta, Tina Blake y posiblemente también Norma Watson, aliadas con Chris y Billy, intercambia los votos para poder hacer que Carrie sea la reina del baile con Tommy Ross. El plan logra funcionar, pues Carrie contenta e impresionada de tantos aplausos, de usar una linda corona y de tratar de llevarse bien con la gente, ve que una cubeta de sangre es lanzada sobre ella, mientras los demás se ríen y se burlan. Chris y Billy huyen de la graduación dejando caer la cubeta, lo que hace que se caiga en la cabeza de Tommy Ross y este muere al instante.
Carrie se siente cansada de tantas humillaciones y burlas, entonces con sus poderes telequineticos realiza un incendio en el gimnasio donde se celebraba la fiesta. Todas las personas murieron en ese lugar, pero la señorita Rita Desjardin queda viva, pues Carrie no le hace daño a ella. Mientras Carrie caminaba por la ciudad, ella destruye el pueblo de Chamberlain, provocando derrumbes de hogares e incendios en cada parte de las avenidas. Billy y Chris se encuentran con esta por la carretera, Carrie con sus poderes, hace que ambos mueran en un accidente automovilístico.
Cuando Carrie regresa a su casa, encuentra a su madre y rezan para ser perdonadas. Pero las cosas se complican, cuando Margaret trata de matar a Carrie con un cuchillo de cocina apuñalando la en el hombro, pero empieza a rezar y cuando termina de hacerlo Carrie detiene su corazón. Carrie más adelante muere en brazos de Sue Snell.
Después de su muerte Carrie se convierte en una persona muy popular en los Estados Unidos.

## Película de 1976

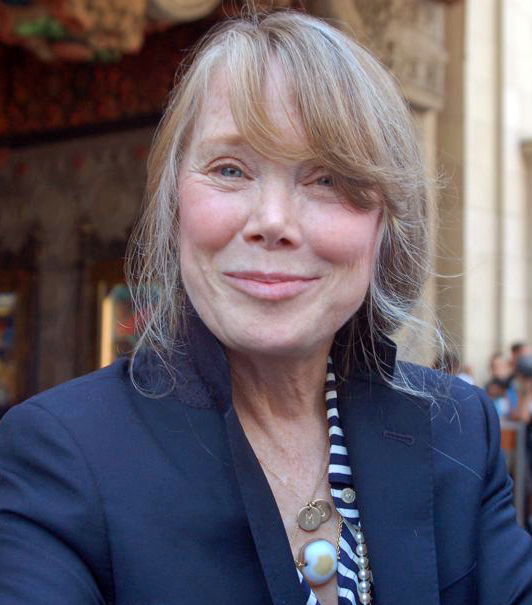
Sissy Spacek interpretó a Carrie en 1976

La trama es la misma, solo que algunas cosas cambian, como la señorita Desjardin se llama Miss. Collins y muere al final, Carrie mata a su madre utilizando los poderes telequinéticos para hundirle en el cuerpo cuchillos y objetos filosos. También se demuestra que Carrie White al ver a su madre muerta, ella misma hace una lluvia de piedras que destruye su casa y termina muriendo ella también.
Brian De Palma, tuvo mucho éxito en dirigir esta película, utilizando a Sissy Spacek que interpretaba a Carrie White, Piper Laurie a Margaret White, Amy Irving a Sue Snell, John Travolta a Billy Nolan y el personaje de Chris Hargenson estaba compuesto por Nancy Allen.
La actriz Sissy Spacek, tuvo una nominación en los Premios Oscar en 1977, por mejor actriz de la película Carrie.

## Película de 1999

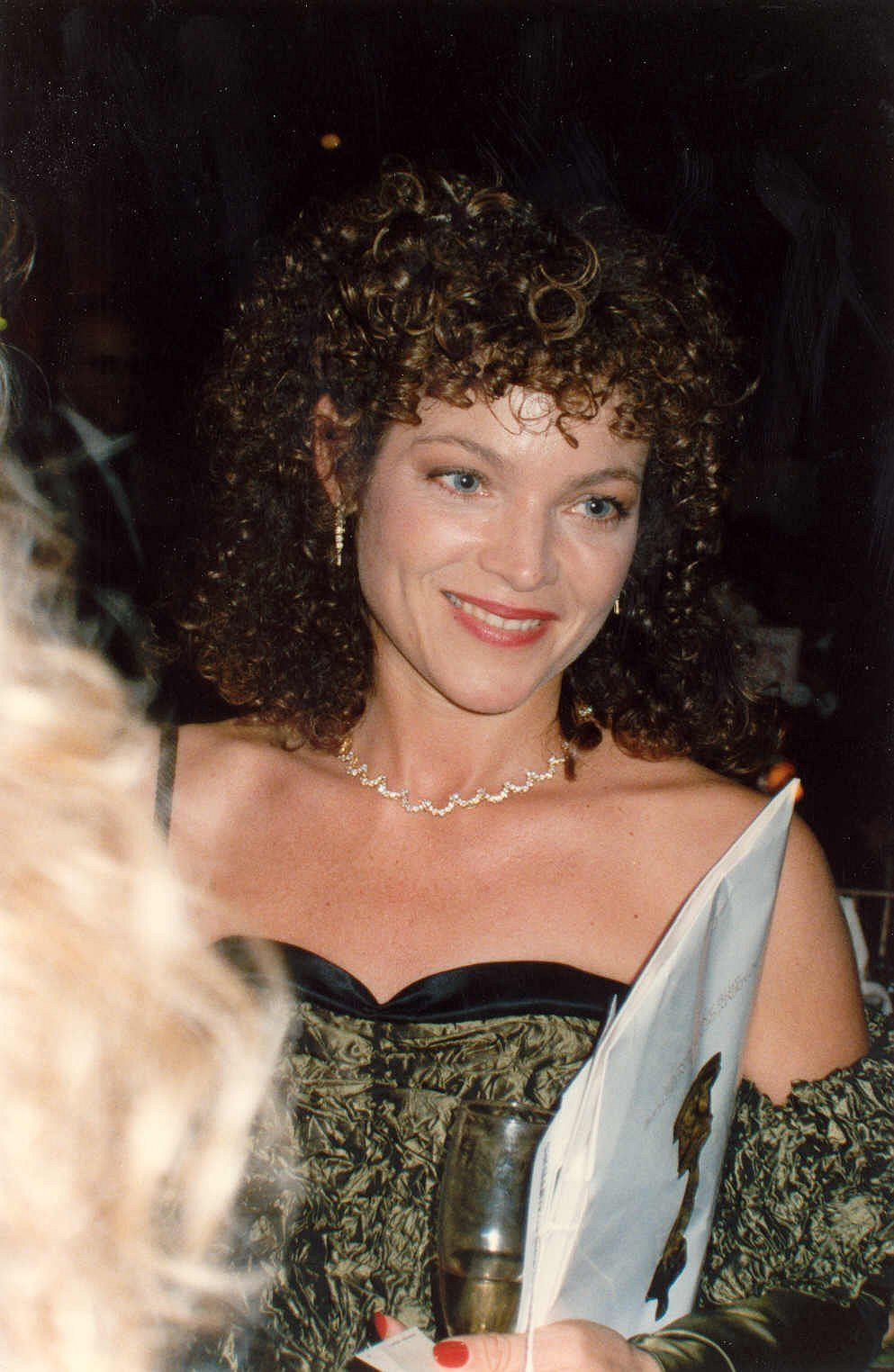
Amy Irving interpreta a Sue Snell en 1976 y 1999

En esta versión, Ralph White, que abandona a Carrie y Margaret, termina huyendo con Sophia Lang y entre la relación de ambos, tienen a una pequeña hija llamada Rachel Lang (Emily Bergl), quien al crecer también tiene Telequinesis. En este caso, también aparece Sue Snell (Amy Irving), como una mujer que sobrevivió el caso de Carrie White en 1976 y muere en esta versión asesinada por Rachel. 
La película tuvo críticas tanto negativas como positivas, pero mucho éxito para la actriz protagonista que asombró al público por el daño y el incendio que causó en una fiesta por celebración de un partido futbolista.

## Película de 2002

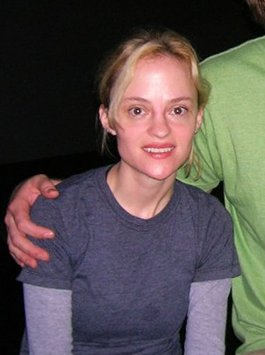
Angela Marie Bettis interpreta a Carrie en 2002

David Carson dirigió la nueva versión de Carrie en 2002, esta vez protagonizada por Angela Marie Bettis, Patricia Clarkson y Emilie de Ravin. Esta película concuerda más con el libro de Stephen King, ya que los sucesos que se demuestran en esta son iguales con la única gran diferencia que Carrie al final sobrevive. Mientras se estrenaba en cines, la actriz Angela Marie Bettis, tuvo mucho éxito, pues se estaba dedicando a actuar en películas de terror, como en May (película), La masacre de Toolbox y un episodio en Masters of Horror.
La escena más destacada de esta película para televisión, es en la graduación, y cuando Carrie destruye el pueblo de Chamberlain, lo que se logró tardar varios días en poder realizar el efecto.

## Película de 2013

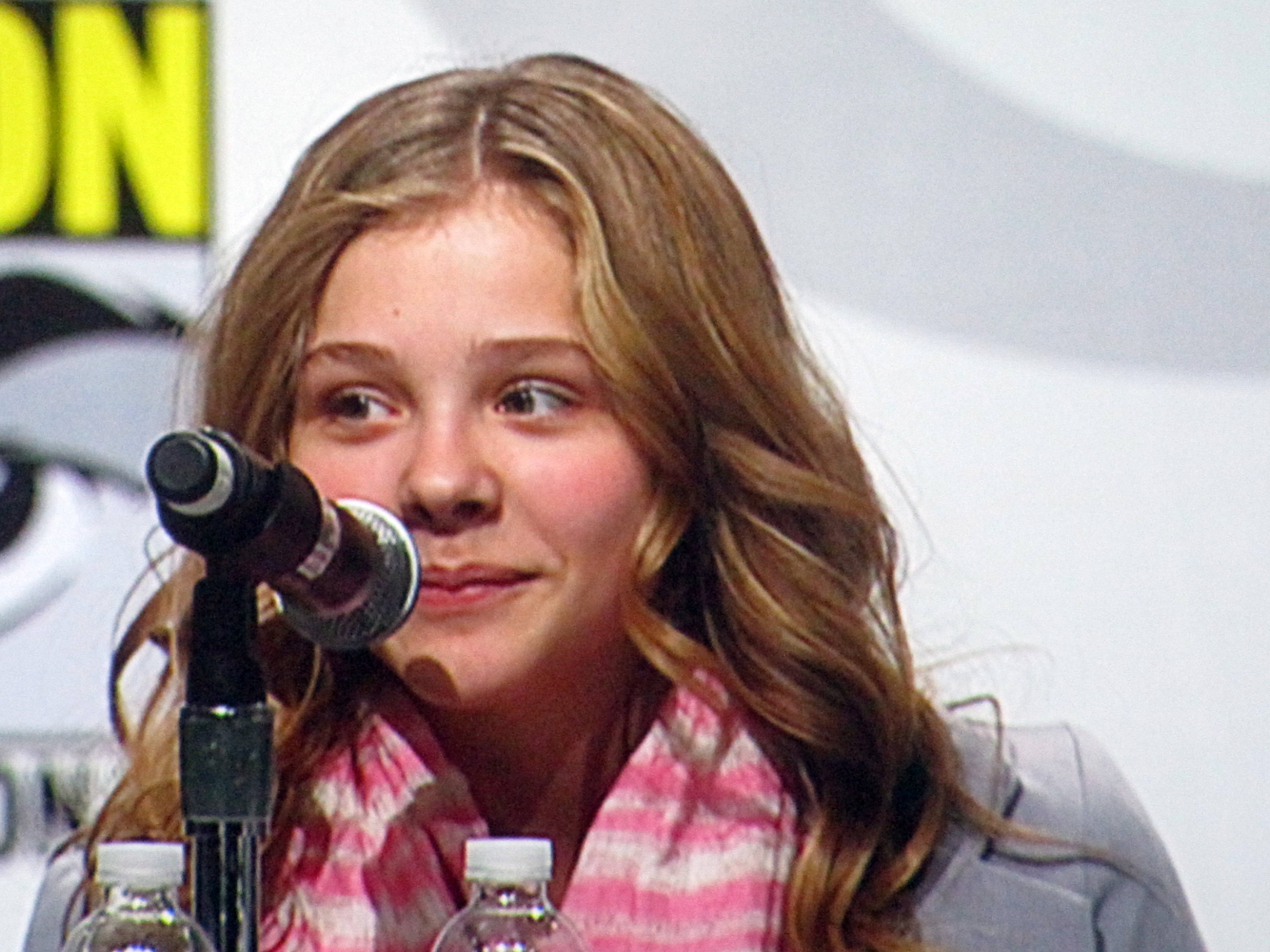
Chloe Grace Moretz interpreta a Carrie en 2013

En esta nueva versión del año 2013 se mezcla gran parte del libro y la película original, con el añadido de otros sucesos nuevos, como el embarazo de Sue Snell; y fue un gran éxito en varios países, pues el personaje tiene tramas más actuales y terroríficas para las nuevas generaciones.
Se eligió a Chloe Grace Moretz para dar vida al personaje, junto a Julianne Moore que interpretó a Margaret White. Su estreno fue en octubre de 2013 y su escena más aclamada fue en la que Carrie mata a Chris Hargenson y Billy Nolan en el auto.   

## Musical de 1988

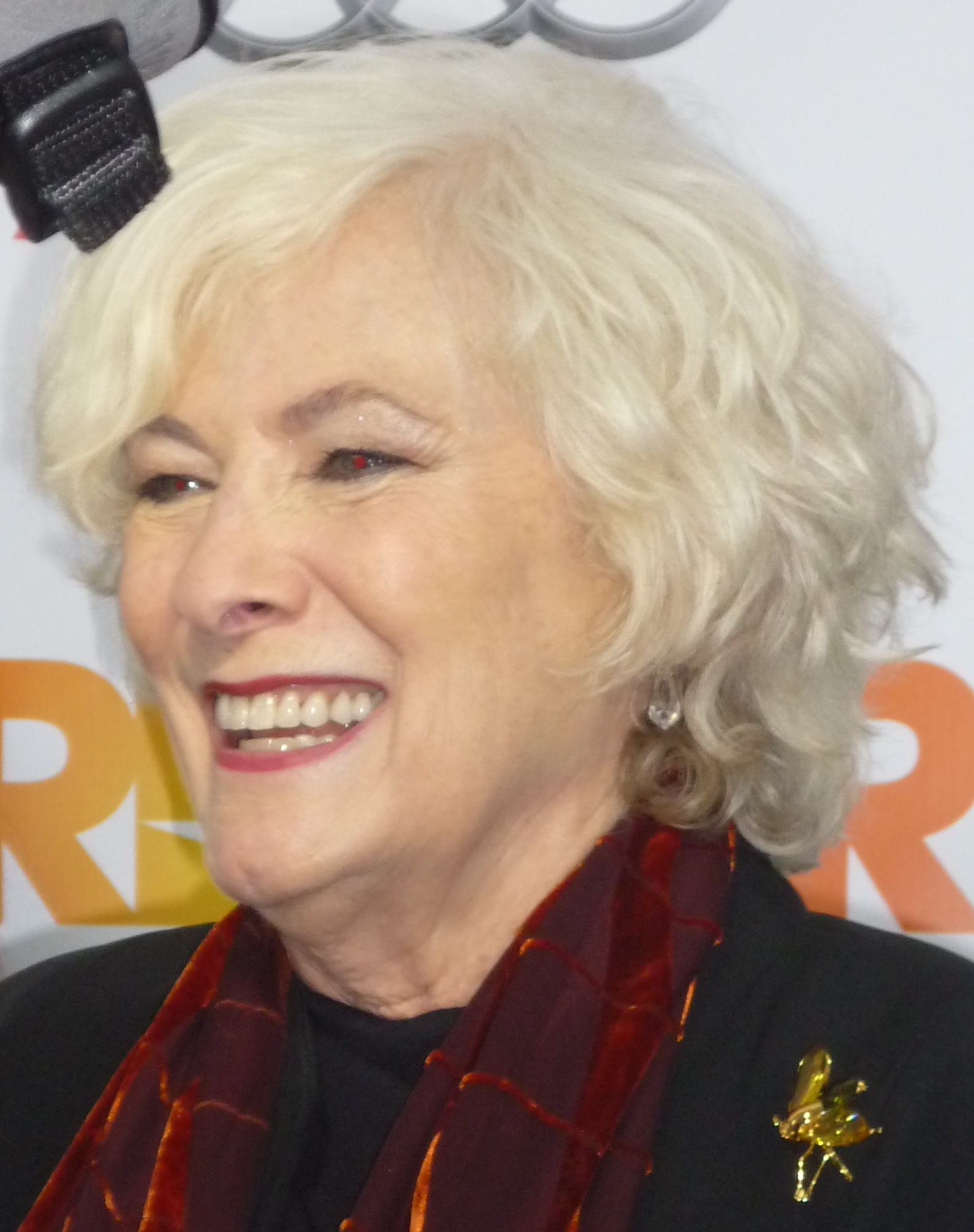
Betty Buckley interpreta a Margaret White en 1988

En 1988, Carrie fue adaptada a teatro musical por la Royal Shakespeare Company, donde actuaron Linzy Hateley como Carrie White y Betty Buckley como Margaret White, quien era la señorita Collins en Carrie (película de 1976).
Linzy Hateley ganó un Theatre World Award por su actuación, también grabó una canción para su álbum Sooner or Later.
En la escena de la graduación, Carrie apaga las luces y hace un apagón, mientras se cae el techo y mueren las personas que se encontraban ahí y suena la canción llamada The destruction (la destrucción). Carrie vuelve a su casa y llora, mientras Margaret que tenía un vestido de noche, la consuela y cantan una canción lenta. Margaret lleva a Carrie a las puertas de la escuela y la apuñala, luego trata de matarla, pero esta con sus poderes detiene su corazón y Margaret muere al final, y es donde se escucha la canción Carrie, escrita y cantada por la misma Linzy Hateley.

## Musical de 2012

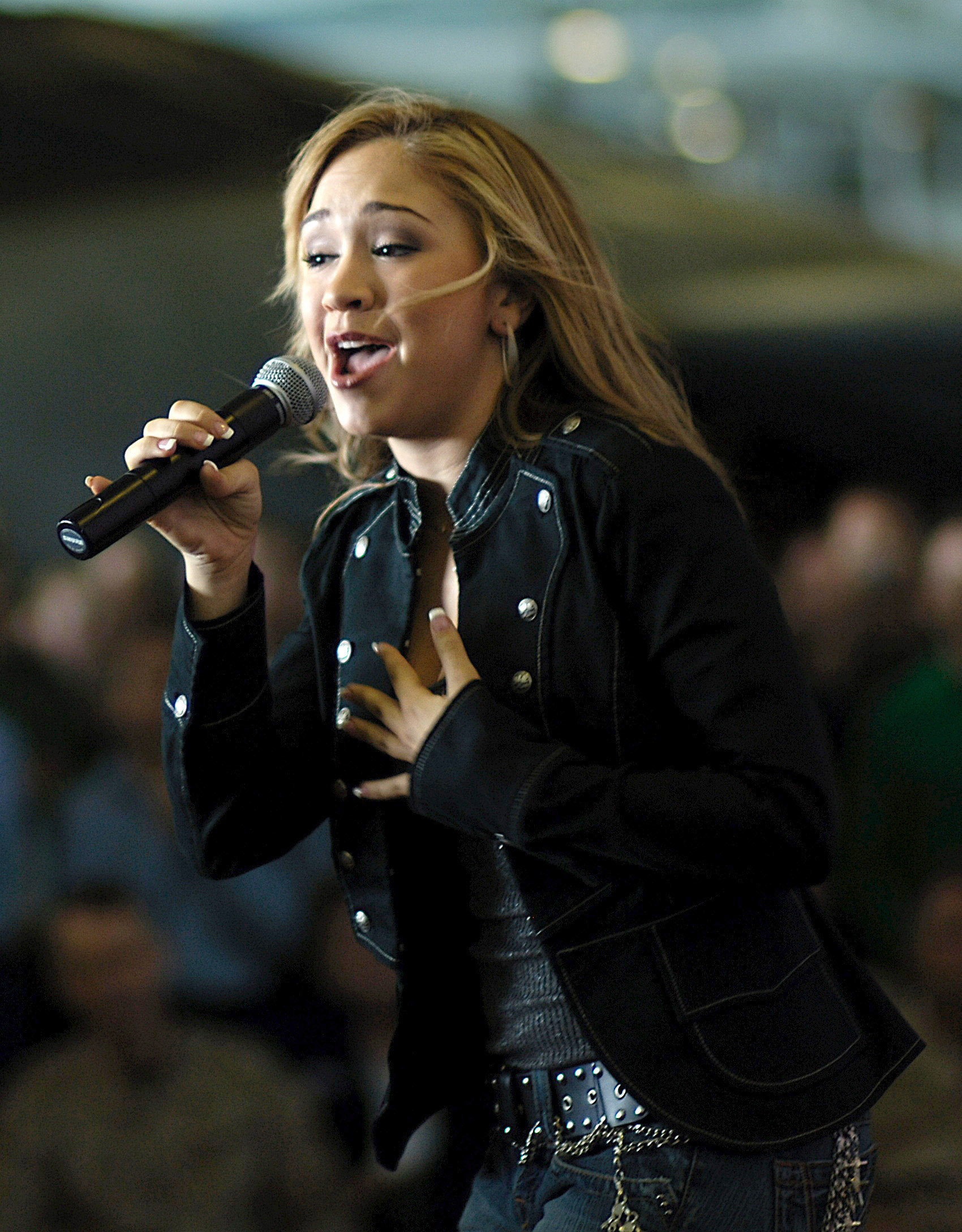
Diana DeGarmo interpreta a Carrie en 2012

El revival del espectáculo de 1988 estuvo interpretado por Molly Ranson, Marin Mazzie y Diana DeGarmo.
En esta versión teatral, se representa en dos actos: el primero es cuando Carrie tiene su primer periodo en la secundaria, Tommy invita a Carrie a la fiesta por idea de Sue Snell para remediar las cosas y esta termina aceptando, e incluso los problemas que la adolescente tenía con su madre, una fanática religiosa. El segundo acto es completamente representado en el baile de graduación, cuando voltean hacia ella una cubeta de sangre de cerdo, esta se enoja y causa una destrucción que mata a los invitados. Carrie llorando busca consuelo en su madre, pero esta trata de matarla con un cuchillo, pero Carrie con sus poderes, detiene su corazón y esta muere. Sue Snell llega a donde se encuentra Carrie y le ofrece ayuda, pero Carrie muere por sus heridas.

## Musical de 2016
En este año se monta por primera vez la versión teatral de Carrie el Musical en la Ciudad de México, corriendo a cargo de SIAS Producciones, y representándose en el Teatro NH de la ciudad con llenos casi totales en cada una de sus funciones.
Esta versión, llena de efectos especiales y considerada como una de las mejores producciones a nivel mundial; cuenta con conocidos actores entre el elenco, entre ellos Daniela Luján interpretando a Carrie, Lalo Brito como Tommy Ross, Grisel Margarita como Sue Snell y la exitosa Laura Cortés como la madre Margaret White. 

## Impacto en la música
La canción «Ella» del álbum Cuando el cielo pierda su color de la banda de rock alternativo venezolana Sin Dirección está inspirada en el personaje.

## Adaptaciones
| Año  | Título            | Actriz              | Notas                    | Género                  |
| ---- | ----------------- | ------------------- | ------------------------ | ----------------------- |
| 1976 | Carrie            | Sissy Spacek        | Película                 | Terror Suspenso         |
| 1984 | Carrie            | Annie Golden        | Película                 | Suspenso                |
| 1988 | Carrie            | Linzi Ferland       | Musical                  | Suspenso Obra de teatro |
| 1999 | Carrie 2: La Ira  | Emily Bergl         | Secuela de Carrie (1976) | Terror Suspenso         |
| 2002 | Carrie            | Jodelle Ferland     | Película                 | Terror Suspenso         |
| 2002 | Carrie            | Angela Marie Bettis | Película                 | Terror Suspenso         |
| 2008 | Carrie            | Remy Bogna          | Musical                  | Actuación               |
| 2008 | Carrie            | Katrina E. Perkins  | Obra                     | Actuación               |
| 2012 | Carrie            | Noek Wells          | Musical                  | Suspenso                |
| 2013 | Carrie            | Chloë Grace Moretz  | Película                 | Terror Suspenso         |
| 2016 | Carrie el Musical | Daniela Luján       | Musical                  | Terror Suspenso         |

## Premios y reconocimientos
Carrie 1976
- Película ganadora del galardón del gran premio en el Festival de cine fantástico de Avoriaz.
- Nominada como mejor película en los Premios Saturn.
- Sissy Spacek fue nominada como mejor actriz, en los Premios Oscar.
- Piper Laurie fue nominada como mejor actriz de reparto, en los Premios globo de oro así como en los Premios Oscar.

Carrie 2013
- Ganadora de mejor película de terror en los People's Choice Awards.
- Nominada a mejor película en los Premios Saturn.
- Chloë Grace Moretz fue ganadora como mejor actriz/actor juvenil en los Premios Saturn.